# Везен-сюр-Луар
Везен-сюр-Луар (фр. Veuzain-sur-Loire) — муніципалітет у Франції, у регіоні Центр — Долина Луари, департамент Луар і Шер. Везен-сюр-Луар утворено 1 січня 2017 року шляхом злиття муніципалітетів Онзен i Вев. Адміністративним центром муніципалітету є Онзен. Населення — 3364 особи (01.01.2021).